# Schizotricha parvula
Schizotricha parvula is een hydroïdpoliep uit de familie Halopterididae. De poliep komt uit het geslacht Schizotricha. Schizotricha parvula werd in 1900 voor het eerst wetenschappelijk beschreven door Nutting. 